# Have Guitar Will Travel
Have Guitar Will Travel är ett musikalbum av Bo Diddley som lanserades i januari 1960 på Chess underbolag Checker Records. Det var hans tredje album. Av singlarna från albumet blev "Say Man, Back Again" den största framgången och nådde plats 23 på Billboard R&B-singellista. The Rolling Stones spelade in en cover av "I Need You Baby" till sitt debutalbum 1964.
Albumtiteln och omslaget var en vinkning till den amerikanska westernserien Have Gun – Will Travel som sändes i TV i USA 1957-1963.

## Låtlista
(låtar utan angiven upphovsman skrivna av Ellas McDaniel, alias Bo Diddley)
1. "She's Alright" 3:56
2. "Cops & Robbers" (Kent Harris) 3:21
3. "Run Diddley Daddy" 2:36
4. "Mumblin' Guitar" 2:49
5. "I Need You Baby (Mona)" 2:18
6. "Say Man, Back Again" 2:53
7. "Nursery Rhyme" 2:43
8. "I Love You So" 2:20
9. "Spanish Guitar" 3:58
10. "Dancing Girl" 2:17
11. "Come On Baby" 2:52